# Друман Вільгельм
Карл Вільгельм Август Друман (нім. Wilhelm Karl August Drumann; 11 червня 1786 року, Данштедт, князівство Гальберштадт, Пруссія — помер 29 липня 1861 року, Кенігсберг, Пруссія) — німецький історик теології та філософії, археолог, професор, доктор історичних наук.

## Життєпис
Вивчав теологію і філософію в Університеті Галле. Після отримання докторського ступеня в Гельмштедтському університеті, з 1810 працював викладачем гімназії в Галле, потім у 1812 році став професором. Читав курс історії стародавнього світу в університеті. У 1817 призначений ад'юнкт-професором у Кенігсбергському університеті (Альбертіна), був бібліотекарем університетської бібліотеки, з 1821 — повний професор в Кенігсберзі.
Серед його найбільш відомих студентів в університеті були Георг Фогт, Фердинанд Грегоровіус та Карл Нойман.
Дочка Матильда (1824—1865) в 1852 вийшла заміж за винахідника та підприємця Вернера фон Сіменса.

## Наукова діяльність
Займався дослідженням давньої історії під впливом праць дослідників античності Фрідріха Августа Вольфа та Едварда Гіббона.

## Вибрана бібліографія
Його найбільш важливими роботами стали «Geschichte Roms in seinem Übergang von der republikanischen zur monarchischen Verfassung, oder: Pompeius, Caesar, Cicero und ihre Zeitgenossen» (Історія Риму в його перехід від республіки до монархії, або: Помпей, Цезар, Цицерон і їх сучасники) в 6 томах (1834—1844).
Крім того, Вільгельм Друман — автор наукових праць:
- De ratione ac disciplina Romanorum literas artesque tractandi (1810);
- Ideen zur Geschichte des Verfalls der griechischen Staaten (1815);
- Versuch einer Geschichte des Verfalls der griechischen Staaten (1820);
- Schedae historicae quibus de rebus Ptolemaeorum agitur (1821) ;
- Historisch-antiquarische Untersuchungen über Aegypten' (1823);
- Grundriss der Kulturgeschichte (1847);
- Geschichte Bonifacius VIII (у 2 томах) (1852);
- Die Arbeiter und Kommunisten in Griechenland u. Rom (1860) та ін.